# BET Awards de 2022
A 22.ª cerimônia do BET Awards (no original em inglês: 22nd BET Awards ou 2022 BET Awards) ocorreu 26 de junho de 2022. A premiação celebra os melhores artistas da música, televisão, cinema e esportes. Também foram homenageados os muitos afro-americanos que morreram por conta do racismo nos anos recentes. A premiação foi realizada no Microsoft Theater em Los Angeles, Califórnia, e transmitida simultaneamente na televisão aberta na rede de televisão CBS e  pela emissora privada BET Her. A cerimônia marcou a 22º edição da premiação assim como o 42º aniversário da Black Entertainment Television, assim como a primeira cerimônia sem restrição de público desde a pandemia de COVID-19.
Os indicados foram anunciados em 1 de junho de 2022. A rapper estadunidense Doja Cat foi a artista mais indicada na edição, totalizando 6 indicações. O canadense Drake e a estadunidense Ari Lennox foram também nomes recorrentes desta edição, totalizando quatro indicações cada um. O rapper, compositor e produtor Sean Combs - conhecido profissionalmente como "Puff Daddy" ou "Diddy" - foi homenageado com o Prêmio BET Lifetime Achievement por sua "força cultural incomparável e visionário criativo cujo impacto criou mudanças históricas de paradigma na música, mídia, moda e estilo de vida ".

## Performances
A lista de artistas a se apresentar na premiação foi anunciada em 16 de junho de 2022.
- Lizzo – "About Damn Time"
- Jack Harlow, DJ Drama, Lil Wayne e Brandy – "Poison" / "First Class"
- Maverick City Music e Kirk Franklin – "Kingdom" / "Melodies from Heaven"
- Fireboy DML –	"Playboy" / "Peru"
- Doechii – "Persuasive" / "Crazy"
- Muni Long – "Time Machine" / "Hrs and Hrs"
- Chance the Rapper e Joey Badass – "The Highs & the Lows"
- Ella Mai, Babyface e Roddy Ricch – "DFMU" / "Keeps On Fallin" / "How"
- Latto, Young Dirty Bastard e Mariah Carey – "It's Givin" / "Big Energy (Remix)"

## Vencedores e indicados
| Álbum do Ano | Vídeo do Ano |
| --- | --- |
| - An Evening with Silk Sonic – Silk Sonic - Back of My Mind – H.E.R. - Call Me If You Get Lost – Tyler, the Creator - Certified Lover Boy – Drake - Donda – Kanye West - Heaux Tales, Mo' Tales: The Deluxe – Jazmine Sullivan - Planet Her – Doja Cat | - Baby Keem e Kendrick Lamar – "Family Ties" - Silk Sonic – "Smokin out the Window" - Chlöe – "Have Mercy" - Doja Cat e SZA – "Kiss Me More" - Ari Lennox – "Pressure" - Drake, Future e Young Thug – "Way 2 Sexy"                                                        |
| Melhor Artista Revelação | Melhor Colaboração |
| - Latto - Baby Keem - Benny the Butcher - Bleu - Muni Long - Tems | - Wizkid, Justin Bieber e Tems – "Essence" - DJ Khaled, Lil Baby e Lil Durk – "Every Chance I Get" - Baby Keem e Kendrick Lamar – "Family Ties" - Doja Cat e SZA – "Kiss Me More" - Drake, Future e Young Thug – "Way 2 Sexy" - Bia e Nicki Minaj – "Whole Lotta Money"   |
| Melhor Artista Feminina de R&B/Pop | Melhor Artista Masculino de R&B/Pop |
| - Jazmine Sullivan - Ari Lennox - Chlöe - Doja Cat - H.E.R. - Mary J. Blige - Summer Walker | * The Weeknd - - Bleu - Blxst - Chris Brown - Giveon - Lucky Daye - Wizkid |
| Melhor Artista Feminina de Hip Hop | Melhor Artista Masculino de Hip Hop |
| - Megan Thee Stallion - Cardi B - Doja Cat - Latto - Nicki Minaj - Saweetie | - Kendrick Lamar - Drake - Future - J. Cole - Jack Harlow - Kanye West - Lil Baby |
| Melhor Grupo | Melhor Artista Gospel Dr. Bobby Jones |
| - Silk Sonic - Chloe x Halle - City Girls - Lil Baby & Lil Durk - Migos - Young Dolph & Key Glock - Jackboys | - Kirk Franklin e Lil Baby – "We Win" - Marvin Sapp – "All in Your Hands" - Kanye West – "Come to Life" - Kelly Price – "Grace" - Fred Hammond – "Hallelujah" - H.E.R. e Tauren Wells – "Hold Us Together (Hope Mix)" - Elevation Worship e Maverick City Music – "Jireh" |
| Prêmio BET Her | Melhor Diretor do Ano |
| - Mary J. Blige – "Good Morning Gorgeous" - Alicia Keys – "Best of Me (Originals)" - Chlöe – "Have Mercy" - Ari Lennox – "Pressure" - Jazmine Sullivan – "Roster" - Summer Walker e Ari Lennox – "Unloyal" - Doja Cat – "Woman"                        | - Anderson .Paak - Benny Boom - Beyoncé e Dikayl Rimmasch - Director X - Hype Williams - Missy Elliott |
| Melhor Filme | BET YoungStars |
| - King Richard - Candyman - Respect - Space Jam: A New Legacy - Summer of Soul - The Harder They Fall | - Marsai Martin - Akira Akbar - Demi Singleton - Miles Brown - Saniyya Sidney - Storm Reid |
| Melhor Atriz | Melhor Ator |
| - Zendaya - Aunjanue Ellis - Coco Jones - Issa Rae - Jennifer Hudson - Mary J. Blige - Queen Latifah - Quinta Brunson - Regina King | - Will Smith - Adrian Holmes - Anthony Anderson - Damson Idris - Denzel Washington - Forest Whitaker - Jabari Banks - Sterling K. Brown |
| Atleta Feminina do Ano | Atleta Masculino do Ano |
| - Naomi Osaka - Brittney Griner - Candace Parker - Serena Williams - Sha'Carri Richardson - Simone Biles | - Stephen Curry - Aaron Donald - Bubba Wallace - Giannis Antetokounmpo - Ja Morant - LeBron James |
| Melhor Artista Internacional | Melhor Artista Revelação Internacional |
| - Tems - Dave - Dinos - Fally Ipupa - Fireboy DML - Little Simz - Ludmilla - Major League DJz - Tayc | - MD Chefe - Ayra Starr - Pheelz - Cleo Sol - SDM - Digga D - Guy2BezBar - Young Stunna |
| Prêmio Life Achievement | |
| - Sean Combs | |